# Rebecca Goldstein

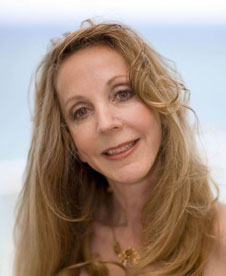
Rebecca Goldstein, 2008

Rebecca Goldstein, auch: Rebecca Newberger Goldstein (* 23. Februar 1950 in White Plains, New York), ist eine US-amerikanische Philosophin und Autorin.

## Leben
Rebecca Newberger besuchte das City College of New York, die University of California, Los Angeles (UCLA) und das Barnard College. Sie wurde mit der Dissertation Reduction, realism, and the mind 1976 bei Thomas Nagel an der Princeton University promoviert. Bereits ihr erster Roman The mind-body problem behandelte ein philosophisches Problem. Sie hat Biografien über den Philosophen Kurt Gödel und über Spinoza geschrieben.
Goldstein lehrte als Dozentin Philosophie am Barnard College, an der Columbia University, der Rutgers University und am Trinity College in Hartford. Sie war als Gastprofessorin an verschiedenen Universitäten eingeladen, 2006 war sie Guggenheim Fellow. Goldstein schreibt für den New York Times Book Review.
Im Jahr 1996 wurde Goldstein mit der MacArthur Fellowship ausgezeichnet. 2005 wurde sie Mitglied der American Academy of Arts and Sciences. Das Emerson College in Boston verlieh ihr 2008 die Ehrendoktorwürde. Für 2014 wurde ihr die National Humanities Medal zugesprochen.
Goldstein heiratete 1969 Sheldon Goldstein, mit dem sie zwei Kinder hat und von dem sie 1999 geschieden wurde. In einem Interview, 2006, sagte sie:
„I lived Orthodox for a long time. My husband was Orthodox. Because I didn't want to be hypocritical with our kids, I kept everything. I was torn like a character in a Russian novel. It lasted through college. I remember leaving a class on mysticism in tears because I had forsaken God. That was probably my last burst of religious passion. Then it went away, and I was a happy little atheist.“
Seit 2007 ist sie mit dem Experimentalpsychologen Steven Pinker verheiratet.

## Schriften (Auswahl)
Biographien
- Incompleteness. The proof and paradox of Kurt Gödel. W.W. Norton, New York 2005, ISBN 0-393-05169-2.
  - Kurt Gödel. Jahrhundertmathematiker und großer Entdecker. übersetzt von Thorsten Schmidt. Piper, München 2006, ISBN 3-492-04884-6.
- Betraying Spinoza. The renegade Jew who gave us modernity (Jewish encounters). Schocken, New York 2006, ISBN 0-8052-1159-4.

Romane
- The mind-body problem. A novel. Penguin, New York 1993, ISBN 0-394-52474-8. (EA New York 1983)
  - deutsch: Die Liebe im logischen Raum. Roman. übersetzt von Gesine Strempel. Dtv, München 2002, ISBN 3-423-24300-7.
- The Late-Summer Passion of a Woman of Mind. Farrar, Straus and Giroux, New York 1989, ISBN 0-374-18406-2.
- Mazel. Viking, New York 1995, ISBN 0-670-85648-7.
  - deutsch: Die Tochter des Rabbi. Roman. übersetzt von Einar Schlereth. Goldmann, München 1999, ISBN 3-442-72274-8.
- Properties of light. A novel of love, betrayal and quantum physics. Houghton Mifflin Co., Boston, Mass. 2000, ISBN 0-395-98659-1.
  - deutsch: Die Eigenschaften des Lichts. Ein Roman um Liebe, Verrat und Quantenphysik. übersetzt von Gesine Strempel. Dtv, München 2003, ISBN 3-423-24349-X.
- 36 arguments for the existence of god. A work of fiction. Pantheon Books, New York 2010, ISBN 978-0-307-37818-7.
  - ins Deutsche übersetzt von Friedrich Mader: 36 Argumente für die Existenz Gottes. Roman. Blessing, München 2010, ISBN 978-3-89667-423-4. (EA München 2006)

Sachbücher
- Strange attractors. Penguin, New York 1994, ISBN 0-670-83869-1.
- Plato at the googleplex. Why philosophy won't go away. Pantheon Books, New York 2014, ISBN 978-0-307-37819-4.